# Сапёрка (Жёлтинский сельсовет)
Сапёрка — хутор в Саракташском районе Оренбургской области в составе  Жёлтинского сельсовета.

## География
Находится на расстоянии примерно 17 километров по прямой на юго-восток от районного центра поселка Саракташ. В 1,5 км к северо-востоку находится хутор Сапёрка Воздвиженского сельсовета.

## Население
Население составляло 2 человека в 2002 году (русские 100%), 1 по переписи 2010 года.